# Neobassia
Neobassia es un género de plantas fanerógamas con dos especies pertenecientes a la familia Amaranthaceae.

## Taxonomía
El género fue descrito por Andrew John Scott y publicado en Feddes Repertorium 89: 117. 1978. La especie tipo es: Neobassia astrocarpa (F. Muell.) A.J. Scott	

## Especies aceptadas
A continuación se brinda un listado de las especies del género Neobassia aceptadas hasta octubre de 2012, ordenadas alfabéticamente. Para cada una se indica el nombre binomial seguido del autor, abreviado según las convenciones y usos.
- Neobassia astrocarpa (F. Muell.) A.J. Scott
- Neobassia proceriflora (F. Muell.) A.J. Scott